# Capitalismo morado

La venta de camisetas con eslóganes feministas suele ser criticada debido a que la mayoría de la producción textil a nivel mundial es realizada por mujeres de países del sur global en condiciones de explotación laboral.

El capitalismo morado, capitalismo violeta o capitalismo feminista es un término utilizado para designar, desde una perspectiva crítica, la incorporación de algunos postulados del movimiento feminista al capitalismo y a la economía de mercado.
Las críticas se basan, por un lado, en que la integración de las mujeres en el mercado laboral no ha supuesto un cambio de paradigma del modelo socioeconómico hacia uno más horizontal e igualitario, en el cual persisten diferencias salariales y el trabajo de cuidados no se ha repartido y sigue siendo asumido mayoritariamente por mujeres.
Por otro lado, también se cuestiona cómo se instrumentaliza el feminismo para vender productos (como música o ropa), perdiendo su sentido político para convertirse únicamente en una moda que no cuestiona cómo han sido producidos esos productos y que excluye a la mayoría de la población del planeta.